# Per-Samuelstjärnarna (östra)
Per-Samuelstjärnarna är en sjö i Örnsköldsviks kommun i Ångermanland och ingår i Moälvens huvudavrinningsområde.